# Freyung (Beieren)
Freyung is een plaats in de Duitse deelstaat Beieren. Het is de Kreisstadt van het Landkreis Freyung-Grafenau. De stad telt 7.135 inwoners.

## Geografie
Freyung heeft een oppervlakte van 48,64 km² en ligt in het zuiden van Duitsland.
Eppenschlag ·
Freyung ·
Fürsteneck ·
Grafenau ·
Grainet ·
Haidmühle ·
Hinterschmiding ·
Hohenau ·
Innernzell ·
Jandelsbrunn ·
Mauth ·
Neureichenau ·
Neuschönau ·
Perlesreut ·
Philippsreut ·
Ringelai ·
Röhrnbach ·
Saldenburg ·
Sankt Oswald-Riedlhütte ·
Schöfweg ·
Schönberg ·
Spiegelau ·
Thurmansbang ·
Waldkirchen ·
Zenting